# Microvaranops parentis
Microvaranops parentis — вид пелікозаврів родини варанопідів (Varanopidae), що існував у середньому пермі.

## Скам'янілості
Скам'янілі рештки 5 особин ранніх рептилій знайдені у відкладенні формації Абрагамскрал у Південно-Африканській Республіці.